# Hans-Klaus Langer
Hans-Klaus Langer (geb. 6. Dezember 1903 in Tost, Kreis Tost-Gleiwitz, Provinz Schlesien; gest. 18. August 1987 in Berlin) war ein deutscher Komponist.

## Leben
Nach dem Musikexamen bei Franz Kauf studierte Hans-Klaus Langer an der Staatlichen Hochschule für Musik in Berlin. Er komponierte unter anderem Opern, Kammermusik, Lieder und Chöre. Zum 1. März 1933 trat er der NSDAP bei (Mitgliedsnummer 1.498.714). 1969 erhielt er den Johann-Wenzel-Stamitz-Preis.

## Werke (Auswahl)
- Sinai (Chorwork)
- Das  Bunte Abenteuer  (Melodrama)
- Flug-Kantate
- Der Einsame (Nietzsche-Oratorium)
- Vom Tauwind und der reinen Freude (Ballett)
- Thema mit Variationen, für Viola und Klavier[3]